# Sintesi di una partita di Serie A
Sintesi di una partita di Serie A o meglio ricordata come Calcio Serie A  è una rubrica sportiva andata in onda sulla RAI dal 1960 fino alla stagione 1996-1997.
La trasmissione, andata in onda prima su Rai 1 e Rai 2 (fino al 1996) dalle 18:50 alle 19:40 (oppure dalle 19:00 alle 19:45) mostrava la sintesi di un tempo (spesso il secondo) e successivamente di tutto l'incontro, di una partita del campionato di Serie A. Nel corso degli anni si alternarono vari telecronisti, tra cui Nicolò Carosio, Nando Martellini, Giorgio Martino, Bruno Pizzul e un ancora giovane Marco Civoli fino alla stagione 1995-1996, poiché dall'anno successivo TELE+ inizierà a trasmettere in diretta tutte le gare dei campionati di Serie A e B in pay per view (fino a quel momento venivano trasmessi in diretta solo l'anticipo della B al sabato sera e il posticipo della A alla domenica).
Le sedi regionali Rai, inoltre, utilizzavano lo stesso programma su Rai 3 per trasmettere la migliore partita di una squadra della rispettiva regione; il tutto andava in onda in seconda serata.
Nella stagione 1996-1997 la rubrica viene spostata in seconda serata su Rai 3. Nelle due stagioni successive la Rai perde il diritto alla trasmissione della sintesi a favore di Telemontecarlo, che la propone sempre in seconda serata. Dalla stagione 1999-2000 in poi la sintesi viene definitivamente cancellata dai diritti televisivi in chiaro del massimo campionato. Tuttavia, dalla stagione 2010-2011, la Rai acquisisce il diritto a trasmettere repliche integrali degli incontri di Serie A, ma solo dopo almeno otto giorni dalla loro disputa. Le repliche vanno in onda su Rai Sport 1 e Rai Sport 2 che ripropongono anche repliche delle sintesi della trasmissione originale della Rai.

## Curiosità
La sintesi della prima giornata del campionato era sempre dedicata all'incontro della squadra campione d'Italia.

## Sigle
- 1981-1983 Lino Corsetti - Adios Goodbye Aufwiedersehen
- 1983-1986 Maurizio Lauzi - Stelle azzurre
- 1986-1988 Bianchi e Orlandini - Football Champion
- 1988-1995 Carlo Bertotti - Down Down (Goal, Goal)